# Голлівудська алея слави
Голлівудська алея слави (англ. Hollywood Walk of Fame) — тротуар вздовж Голлівудського бульвару і Вайн-стріт у Голлівуді (Лос-Анджелес, Каліфорнія, США), в якому вкладено понад 2 600 п'ятипроменевих зірок з іменами знаменитих людей та вигаданих персонажів за їхній внесок в індустрію розваг. Перші вісім зірок, які отримали Олів Борден, Рональд Колман, Луїза Фазенда, Престон Фостер, Берт Ланкастер, Едвард Седжвік, Ернест Торренс і Джоан Вудворд, були відкриті у вересні 1958 року і поміщені в тротуарі на північно-західному куті Голлівудського бульвару та Гайленд. Вони були встановлені до офіційного відкриття алеї у 1960 році. 9 лютого 1960 Джоан Вудворд стала першою, хто офіційно отримав зірку на Алеї Слави за адресою: Голлівудський бульвар 6801.

## Загальна інформація
Алея слави проходить зі сходу на захід по Голлівудському бульвару від Гауер-авеню до Ла-Бреа-авеню і з півдня на північ від Вайн-стріт до бульвару Сансет. Алея в довжину майже три з половиною милі (5,6 км). Розташування зірки є постійним, крім випадків, коли час від часу вони переїжджають у випадку будівництва або з інших причин.
Кожна зірка є п'ятипроменевою і складається з рожевого терраццо в бронзовій оправі. Всередині зірки ім'я лауреата бронзовими літерами, під якими кругла бронзова емблема із зазначенням категорії, за яку лауреат отримав зірку.
Існує п'ять видів емблем:
- кінокамера — за внесок в кіноіндустрію.
- телевізор — за внесок у розвиток галузі телевізійного мовлення
- фонограф — за внесок в індустрію звукозапису
- радіомікрофон — за внесок у розвиток галузі радіо
- театральні маски — за внесок у розвиток театру

Перші чотири емблеми існували з самого початку, а театральна була додана лише 1984 року. Крім того, було і кілька винятків, так зірка Діснейленду має емблему його головної будівлі, у почесного мера Голлівуду Джонні Гранта на емблемі знаходиться Знак Голлівуду, у колишнього мера Лос-Анджелеса Тома Бредлі — зображення герба міста Лос-Анджелес..
Кандидатури подаються щорічно до 31 травня і у червні того ж року комітет Алеї Слави обирає із заявок групу лауреатів. Церемонії відкриття нових зірок, які раніше очолював почесний мер Голлівуду Джонні Грант до своєї смерті в 2008, є доступними для громадськості.

## Історія
Алея слави була створена як частина програми поліпшення Голлівуду 1950-х. Гаррі Томпсону і Гордону МакВільямсу, власникам Anesco Construction Co., прийшла на думку ідея по отриманню деяких вигідних проектів для їхньої компанії. Тому вони у 1955 році винесли на загальний розсуд свою пропозицію, створивши також крім цього і прототип зірки, яка була виготовлена з коричневого терраццо з латуневим написом ім'я Джона Вейна. Пропозиція отримала підтримку, і Торгова палата Голлівуду вибрала 1558 імен зі світу радіо, телебачення, кіно та звукозапису, які б повинні були стати першими лауреатами Алеї.
Будівництво почалося в 1958 і було завершене 8 лютого 1960. Зірки були встановлені Consolidated Terrazzo Company.
Але, попри реконструкцію центральної частини, в кінці 1960-х Голлівудський бульвар став притулком для повій і наркоманів, тому хоча комітет Алеї Слави продовжував своє існування, більше ніж за десятиліття не було додано жодної нової зірки. 7 травня 1978 року Лос-Анджелес додав Алею Слави до списку історико-культурних пам'ятників в Голлівуді. Це повернуло певну популярність Алеї, і у 1980 році Джонні Грант, член Торгової палати Голлівуду, погодився провести кампанію по відродженню Алеї. Єдине, що було змінене в організації нагородження, це введення двох нових правил: нагороджені тепер мали з'явитися на Алеї слави під час церемонії, а також заплатити внесок у розмірі $2 500 на утримання алеї (поступово цей збір зростав, і в наш час[коли?] він складає вже $25 000).
До 1994 року були заповнені понад 2000 оригінальних зірок. Додаткові зірки продовжили встановлювати в західному напрямку до Ла-Бреа-авеню, де в наш час[коли?] знаходиться The Silver Four Ladies of Hollywood Gazebo із зірками на честь The Beatles, Елвіса Преслі і Майкла Джексона, яка знаменує собою закінчення Алеї слави.
У липні 2008 Торгова палата Голлівуду заявила, що Алея Слави отримає $4,2 мільйона на реконструкцію. 778 зірок довелося замінити, так як вони були вже повністю зношені.

## Рекорди, особливості
- Джин Отрі є єдиною особою, яка була вшанована всіма можливими п'ятьма зірками[4].
- Майкл Джексон був першим і одним з небагатьох, хто отримав дві зірки в одній і тій же категорії: як сольний виконавець і як член групи The Jackson 5. Крім нього це змогла зробити Даяна Росс, як учасниця гурту The Supremes, а також як сольна виконавиця, Смокі Робінсон, який був вшанований зіркою спочатку як сольний виконавець, а потім як член групи The Miracles і Джон Леннон, Рінго Старр та Джордж Харрісон як сольні виконавці і як члени The Beatles[5].
- Рональд Рейган — перший президент Сполучених Штатів, який має власну зірку (за роль у фільмі Ковбой з Брукліна), а також один з двох губернаторів Каліфорнії (другим став Арнольд Шварценеггер). Також зірку має і 45 президент США Дональд Трамп.
- Анна Мей Вонг є єдиною жінкою азійського походження, яка змогла отримати зірку;
- Мерль Оберон, яка народилася в Індії, є єдиною жінкою з Азії, яка на сьогодні має зірку на Алеї Слави, причому мати і батько актриси — британці.
- Стронґгарт став першою з трьох собак, які отримали власну зірку, після них зірки змогли отримати Лессі і Рін Тін Тін.
- Протягом більше ніж 40 років співак Джиммі Бойд був наймолодшим, хто отримав зірку. Це йому вдалося у віці 20 років, але в 2004 році 18-річні близнючки Мері-Кейт Олсен і Ешлі Олсен отримали спільну зірку, перебравши статус наймолодших володарів зірки на Алеї Слави.
- 18 листопада 1978 року у своє 50-річчя Міккі Маус став першим мультиплікаційним персонажем, який отримав зірку, яка зараз розташована на Голлівудському бульварі 6925. Згодом іншими мультиплікаційними персонажами із зіркою стали Багз Банні, Дональд Дак, Вуді Вудпекер, Білосніжка, Дінь-Дінь, Невгамовні та Сімпсони.
- R2-D2 із Зоряних воєн є єдиними роботом, який має зірку на Алеї Слави.
- Томас Едісон є єдиним вченим, який має зірку на Алеї Слави (як винахідник кіно).
- Дві зірки мають однакові написи, але представляють різних людей: Гаррісон Форд, актор німого кіно, має зірку на Голлівудському бульварі 6665, а зірка Гаррісона Форда, сучасного актора, знаходиться в передній на Голлівудському бульварі 6801.
- Сідні Шелдон є єдиним письменником, який має зірку на Алеї Слави[6].
- У 2005 році мати власну зірку отримали право компанії: першою з них став Діснейленд, на честь його 50-річчя.
- У лютому 2006 року Джудіт Шейндлін стала першою суддею телебачення, яка отримала зірку на Алеї Слави.[7]
- 24 січня 2007 року Лос-Анджелеський телеканал CW став першим каналом телебачення, який отримав зірку на Алеї Слави. На малюнку зірки зображені супутникові тарілки[8].
- 14 березня 2008 року Вінс Макмегон став першим професійним реслером, який отримав зірку на Алеї Слави[9].
- Зірка Мухаммеда Алі на вимогу видатного боксера стала єдиною, яку не було вмонтовано у тротуар Алеї. Натомість вона висить на стіні будинку за адресою Голлівудський бульвар, 6801 — театру, де відбуваються нагородження премією Оскар.[10]

## Викрадення зірок
У різні часи чотири зірки було викрадено з Алеї слави. Так у 2000 році невідомі викрали зірки присвячені Джеймсові Стюарту і Кіркові Дуґласу, коли їх тимчасово складували поруч під час ремонту алеї. Зірки, кожна вагою понад 136 кілограмів, були знайдені в іншому місті Каліфорнії під час обшуку помешкання одного з підрядників, який працював біля алеї. Знайдені зірки зазнали значних пошкоджень і для встановлення їх в алею були виготовлені дублікати. Одна з п'яти зірок, присвячених Джин Отрі, також була вкрадена під час будівництва. Знайти зірку так і не вдалося.
Найбільш зухвале викрадення зірки відбулося у 2005 році, коли злодії використали спеціальне обладнання, щоб випиляти з бетону зірку Грегорі Пека на Алеї Слави. Хоча зірку майже негайно замінили дублікатом, знайти оригінал або зловити злочинців досі не вдалося. Інші зірки були помилково проголошені викраденими, коли їх під час будівництва перенесли на тимчасове зберігання, однак пізніше повернули на звичне місце.
Пошкодження та спроби вандалізму зірок відбуваються на Алеї Слави майже постійно — починаючи від політичних заяв та ненормативної лексики, написаних на зірках фломастерами та маркерами й закінчуючи спробами зірвати емблеми з латуні за допомогою різних інструментів. Для запобігання вандалізму і крадіжкам з початку до кінця алеї встановлено декілька камер спостереження.
25 липня 2018 року невідомий чоловік прийшов на Алею та повністю зруйнував зірку президента США Дональда Трампа. Зловмисник прийшов на Алею з гітарним чохлом, з якого дістав кирку. Після цього він почав розносити монумент, залишивши після таких вандальських дій крихти й пил. Пізніше він сам викликав поліцію і зник з місця злочину.